# 埃拉迪奥·罗萨巴尔·科尔德罗体育场
埃拉迪奥·罗萨巴尔·科尔德罗運動場（西班牙語：Estadio Eladio Rosabal Cordero）是位於哥斯达黎加埃雷迪亞的多用途運動場。運動場於1951年啟用，並能容納8,700名觀眾。
運動場現為哥斯達黎加足球甲級聯賽球會的主場，並以球會創始人埃拉迪奥·罗萨巴尔·科尔德罗命名。